# Husk postnummer I
Husk postnummer I er en dansk dokumentarfilm fra 1967 med instruktion og manuskript af Per B. Holst.

## Handling
I anledning af at der pr. 20. september 1967 indførtes postnumre for samtlige adresseposthuse i Danmark lod Post- og Telegrafvæsenet fremstille tre kortfilm af hver ca. 1 minuts varighed. Filmene skulle henlede publikums opmærksom på betydningen af at huske at skrive postnummer på postforsendelser.